# Piet Strijbosch
Pier Dirk (Piet) Strijbosch (Amsterdam, 12 april 1909 – Rotterdam, 8 december 1956), is een voormalig Nederlands voetballer. Strijbosch speelde voor AFC Ajax, Be Quick, Vitesse en Willem II.
Omdat Strijbosch meer dan 100 wedstrijden speelde bij Ajax zit hij bij de Club van 100 (Ajax).
Hij trouwde op 1 oktober 1931 met Dirkje Lissenburg (1912-1951).

## Erelijst
Landskampioen met AFC Ajax in 1931 en 1932.